# Mario Romeo
Mario Romeo (* 7. April 1915) ist ein ehemaliger italienischer Stabhochspringer.
1938 wurde er bei den Europameisterschaften in Paris Fünfter.
Seine persönliche Bestleistung von 4,17 m stellte er am 23. August 1942 in Zürich auf.